# Girolamo Lucchesini
Girolamo Lucchesini (Lucca, 7 maggio 1751 – Firenze, 20 ottobre 1825) è stato un diplomatico e scrittore italiano; fu l'ultimo lettore e confidente di Federico il Grande e in seguito lavorò come diplomatico per il regno di Prussia.

## Biografia
Era il primogenito del marchese Francesco e di Maria Caterina Montecatini. Si trasferì con la famiglia a Modena nel 1761, dove si trovava il padre, in qualità di gentiluomo di camera presso la corte estense. A Modena ebbe la sua formazione al collegio San Carlo, dove studiò con Lazzaro Spallanzani, e poi, quando Spallanzani si trasferì, lo seguì a Pavia.
Presso l'università di Pavia Lucchesini ebbe modo di studiare matematica con Gregorio Fontana.  Dovette tuttavia interrompere i suoi studi a causa dell'improvvisa morte del padre, avvenuta il 15 giugno 1770. Egli fu costretto a tornare a Lucca e prendere in mano in quanto primogenito gli affari di famiglia. Nondimeno continuò per quanto possibile i suoi studi scientifici, come attesta la corrispondenza intrattenuta con Spallanzani.
Nel 1779 il L. poté finalmente intraprendere un Grand Tour europeo, che lo portò a visitare Inghilterra, Olanda, Francia, Austria e infine la Germania.
Trovandosi a Berlino fu qui presentato per tramite di K. von Grothaus e di d'Alembert, a Federico II di Prussia. Quest'ultimo manifestò stima nei confronti di Lucchesi e lo nominò lettore, bibliotecario e gentiluomo di camera. Lucchesi prese quindi il posto che l'Abbé Duval de Peyrau aveva ricoperto brevemente succedendo a Henri de Catt il quale aveva avuto per oltre due decenni questi incarichi.
Nel 1786, l'anno della morte di Federico, Lucchesini sposò Charlotte von Tarrach. La coppia ebbe due figli, Moritz, morto infante, e Franz (1787-1867), che ricoprì diverse cariche presso la corte del principe Carlo di Prussia, tra cui quella di Hofmarschall (maresciallo di corte).
Dopo la morte del re, Lucchesini operò sotto Federico Guglielmo II con incarichi sempre più politici. Nel 1787 era in missione politica in Italia, dove fece la conoscenza di Goethe, ufficialmente per ottenere la sanzione papale per la nomina di von Dalberg a coadiutore del vescovo di Magonza, ma prevalentemente in vista del rafforzamento della Fürstenbund.
Nel 1788 fu inviato a Varsavia e ottenne un ravvicinamento della Polonia con la Prussia e una diminuzione dell'influenza russa su Varsavia. Fu accreditato come ambasciatore il 12 aprile 1789.
Federico Guglielmo in quel periodo brigava con l'impero ottomano, poi era in guerra con l'Austria e la Russia. Lucchesini ridestò i sentimenti polacchi nei confronti della Russia e assicurò alla Prussia il concorso della Polonia in caso di guerra con l'Austria e la Russia. Tutto il suo potere di intrighi era necessario per condurre questi pericolosi negoziati, resi più difficili dal fatto che la politica prussiana escludeva l'esistenza di un governo polacco forte. Nel 1790, con il suo intervento, fu quindi fatta un'alleanza tra Prussia e Polonia.
Nel 1790 prese parte alla convenzione di Reichenbach, che portò all'attenuazione della politica contro l'Austria e la Russia. Lo stesso anno ricevette l'onorificenza dellʿOrdine dell'Aquila nera. Nel 1791 fu rappresentante della Prussia alla conferenza di pace tenutasi a Sistova che pose fine alla guerra tra Austria e impero Ottomano.
Nel 1792 fu nuovamente in missione diplomatica a Varsavia. Dal 1793 al 1797 fu ambasciatore a Vienna, dove dal 1793 con il rango di plenipotenziario. Questo fase ebbe termine a causa della rottura con il cancelliere austriaco, il barone Thugut.
Nel 1802 era straordinario ambasciatore a Parigi. Sul suo ruolo nella guerra tra la Prussia e la Francia nel 1806, ci sono diverse notizie. Ci fu la rottura con il re prussiano Federico Guglielmo III, quando questi non ratificò la tregua conclusa da Lucchesini dopo la battaglia di Jena.
Lucchesini tornò in Italia e, raccomandato da Duroc e Talleyrand, prese servizio come gentiluomo di camera con Elisa di Lucca e Piombino, sorella di Napoleone. Per suo conto, si recò a Parigi nel 1811 e si informò sulle condizioni alla corte francese. Dopo la fine della dominazione francese nella sua terra d'origine, fu in contatto con Luisa di Stolberg-Gedern, la duchessa di Albany. L'ultima parte della vita fu trascorsa a Firenze.
Nel 1773 era diventato membro della Leopoldina.

## Opere
- Sulle cause e gli effetti della confederatione renana, 1819 (edizione tedesca: Leipzig 1821–25), Teil 1, Teil 2/1, Teil 2/2
- Das Tagebuch des Marchese (Girolamo) Lucchesini <1780--1782>. Gespräche mit Friedrich d. Großen. Hrsg. v. F. v. Oppeln-Bronikowski u. G. B. Volz. München, M. Hueber, 104 S., M. 4.
- Gespräche Friedrich's des Grossen mit H. De Catt und dem marchese Lucchesini, Digitalisat